# Sexo con amor
Pour plus de détails, voir Fiche technique et Distribution.
Sexo con amor est un film chilien écrit, joué et réalisé par Boris Quercia, sorti en 2003. C'est une comédie traitant de la sexualité et des relations amoureuses. Boris Quercia y tient l'un des rôles principaux, celui d'Emilio, aux côtés de Álvaro Rudolphy, Sigrid Alegría et Cecilia Amenábar.

## Synopsis
Un groupe de parents d'enfants de quatrième année tiennent avec une professeure des rencontres pour discuter de l'éducation sexuelle à l'école. Toutefois, la sexualité demeure problématique et énigmatique pour ces parents qui, comme leurs enfants, ont encore à apprendre sur le sexe, l'amour et la relation entre les deux partenaires. Ils exploreront ces questions autant par des aventures avec d'autres que des rapprochements avec leurs conjoints.

## Fiche technique
- Réalisation : Boris Quercia
- Scénario : Boris Quercia
- Production : Diego Izquierdo
- Musique originale : Álvaro Henríquez
- Photographie : Antonio Quercia
- Montage : Danielle Fillios
- Pays :  Chili
- Langue : espagnol
- Dates de sortie : 
  - Chili : 27 mars 2003
  - France : 12 mai 2005 (Festival de Cannes)

## Distribution
- Álvaro Rudolphy: Álvaro
- Sigrid Alegría: Luisa
- Patricio Contreras: Jorge
- Boris Quercia: Emilio
- Francisco Pérez-Bannen: Valentín
- Berta Lasala: Patricia
- Catalina Guerra: Angélica
- Javiera Díaz de Valdés: Susan
- María Izquierdo: Maca
- Cecilia Amenábar: Elena
- Loreto Valenzuela: Mónica
- Teresa Münchmeyer: Nana Marta
- Carolina Oliva: Eli